# Список бригад Вооружённых сил Сербской Краины

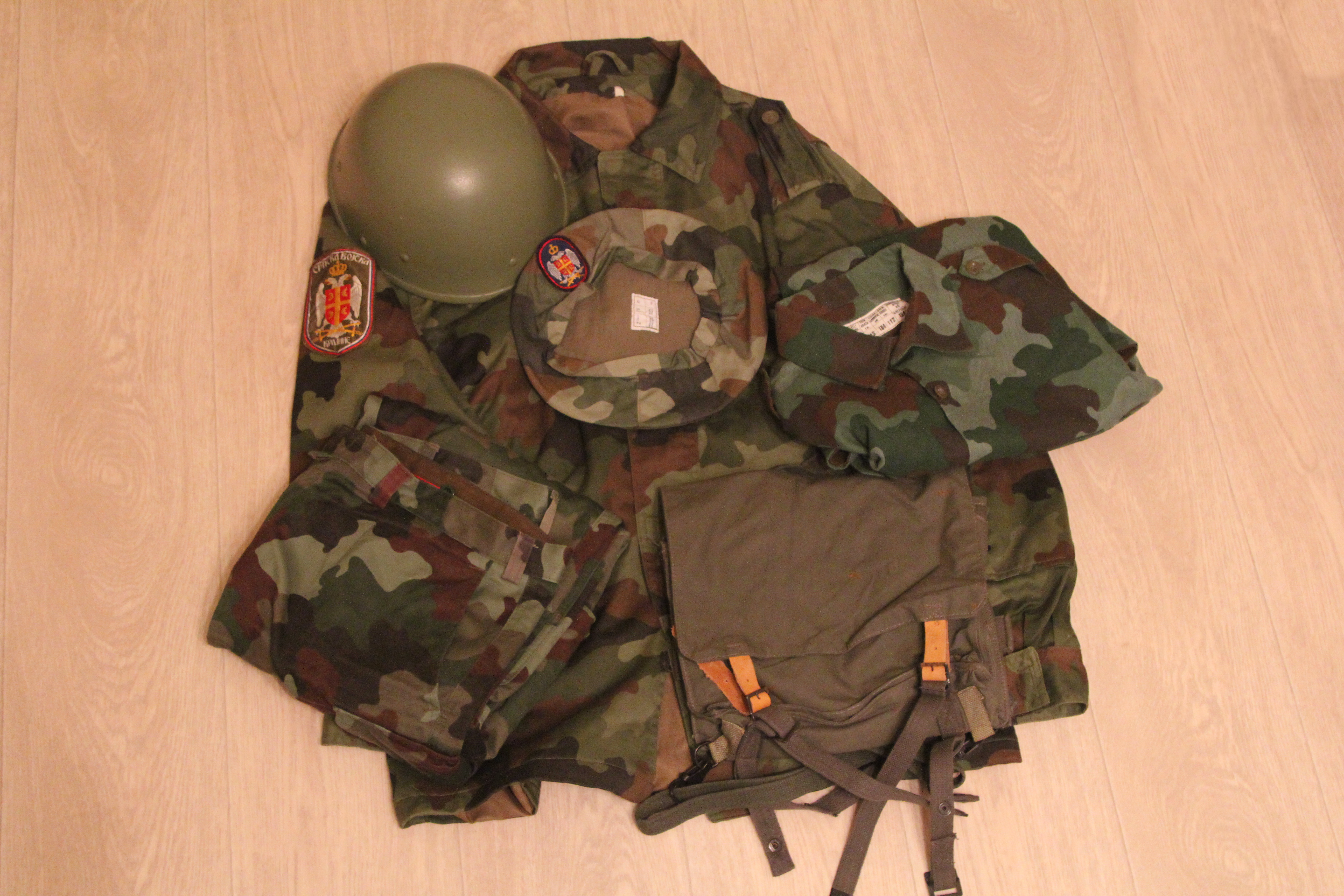
Комплект снаряжения бойца армии РСК

Бригады Вооружённых сил Сербской Краины — воинские соединения армии Сербской Краины, существовавшие в период 1992—1996 гг. Составляли основу корпусов сухопутных войск. Также присутствовали в структуре ВВС и ПВО.
Преобразование подразделений Милиции и Территориальной обороны в регулярную армию осенью 1992 года упорядочило организацию краинских вооружённых сил. С этого времени армия состояла из Главного штаба, штабных подразделений, армейских корпусов, а также ВВС и ПВО. Как правило, краинский корпус состоял из штаба, нескольких бригад, артиллерийского дивизиона, противотанкового дивизиона, дивизиона ПВО и тыловой базы. В то же время в некоторых корпусах были специальные отряды, бронетанковые батальоны и т. д, а в 11-м корпусе были Бараньская дивизия, насчитывавшая три бригады, и 11-й бронетанковый полк. Основным корпусным соединением была бригада. В армии РСК она была нескольких типов: легкопехотная, пехотная и моторизованная. Летом 1995 был создан Корпус специальных единиц, в рамках которого были созданы бронетанковая, специальная и гвардейская бригады.
Положение корпусов и бригад и их численность не были одинаковыми, равно как и их структура. Размер бригады и состав подразделений были обусловлены населенностью территорий, где они размещались, а также количеством вооружения, которое было оставлено югославской армией в районе их дислокации. Несмотря на положения устава, предусматривающий оборону бригады на фронте протяженностью в 12 километров, в армии РСК некоторые бригады держали позиции до 50 километров. Данная ситуация наиболее тяжелой была в 15-м Ликском корпусе, в то время как бригады 11-го Восточно-Славонского и 21-го Кордунского корпусов находились в более выгодном положении.
Две из трех моторизованных (75-я и 92-я) и две из трех легкопехотных (1-я и 4-я) бригад армии РСК находились в составе 7-го Северо-Далматинского корпуса.

## Легенда
В списке представлены бригады Сербского войска Краины. Они располагаются следующим образом: бронетанковые, моторизованные, пехотные,  легкопехотные, другие.
Таблица:
- Наименование — название бригады на русском языке, ниже приводится оригинальное название на сербском;
- Период существования — период существования соединения;
- Командующий — имя и фамилия командира бригады;
- Место дислокации штаба — населенный пункт, в котором размещался штаб соединения;
- Входила в состав — в состав какого формирования входила бригада;
- Примечания — ссылки на источники.

Сортировка может проводиться по первым четырем столбцам таблицы.

## Список бригад

### Бронетанковые
| Наименование                                       | Период существования | Командующий                       | Место дислокации штаба | Входила в состав          | Пр.         |
| -------------------------------------------------- | -------------------- | --------------------------------- | ---------------------- | ------------------------- | ----------- |
| 2-я бронетанковая бригада серб. 2. оклопна бригада | 1995                 | Станко Летич (серб. Станко Летић) | Слунь                  | Корпус специальных единиц | [ 6 ] [ 7 ] |

### Моторизованные
| Наименование                                               | Период существования | Командующий | Место дислокации штаба | Входила в состав               | Пр.                         |
| ---------------------------------------------------------- | -------------------- | --- | ---------------------- | ------------------------------ | --------------------------- |
| 9-я моторизованная бригада серб. 9. моторизована бригада   | 1992—1995            | Никола Михич (серб. Никола Михић), Петар Трбович (серб. Петар Трбовић), Йован Кордич (серб. Јован Кордић)                                                                                | Грачац                 | 15-й Ликский корпус            | [ 8 ] [ 9 ] [ 10 ] [ 11 ]   |
| 75-я моторизованная бригада серб. 75. моторизована бригада | 1992—1995            | Петар Андрич (серб. Петар Андрић), Драган Харамбашич (серб. Драган Харамбашић), Владимир Давидович (серб. Владимир Давидовић)                                                            | Дрниш                  | 7-й Северо-Далматинский корпус | [ 12 ] [ 13 ] [ 14 ] [ 15 ] |
| 92-я моторизованная бригада серб. 92. моторизована бригада | 1992—1995            | Момчило Богунович (серб. Момчило Богуновић), Илия Машич (серб. Илија Машић), Велимир Баят (серб. Велимир Бајат), Велько Босанац (серб. Вељко Босанац), Мирко Узелац (серб. Мирко Узелац) | Бенковац               | 7-й Северо-Далматинский корпус | [ 12 ] [ 16 ] [ 17 ] [ 15 ] |

### Пехотные
| Наименование                                       | Период существования | Командующий | Место дислокации штаба | Входила в состав                 | Пр.                         |
| -------------------------------------------------- | -------------------- | --- | ---------------------- | -------------------------------- | --------------------------- |
| 2-я пехотная бригада серб. 2. пешадиjска бригада   | 1992—1995            | Милорад Радич (серб. Милорад Радић), Раде Дрезгич (серб. Раде Дрезгић) | Кистанье               | 7-й Северо-Далматинский корпус   | [ 12 ] [ 18 ] [ 19 ] [ 15 ] |
| 3-я пехотная бригада серб. 3. пешадиjска бригада   | 1993—1995            | Павао Самарджич (серб. Павао Самарђић), Велимир Баят (серб. Велимир Бајат), Янко Джурица (серб. Јанко Ђурица)                                                                                                 | Бенковац               | 7-й Северо-Далматинский корпус   | [ 12 ] [ 20 ] [ 21 ] [ 15 ] |
| 11-я пехотная бригада серб. 11. пешадиjска бригада | 1992—1995            | Бошко Потконяк (серб. Бошко Поткоњак), Драган Ковачич (серб. Драган Ковачић) | Войнич                 | 21-й Кордунский корпус           | [ 22 ] [ 23 ] [ 11 ]        |
| 13-я пехотная бригада серб. 13. пешадиjска бригада | 1992—1995            | Марко Рельич (серб. Марко Рељић), Бранко Козлина (серб. Бранко Козлина) | Слунь                  | 21-й Кордунский корпус           | [ 22 ] [ 24 ] [ 23 ] [ 11 ] |
| 18-я пехотная бригада серб. 18. пешадиjска бригада | 1992—1995            | Милан Миливойевич (серб. Милан Миливојевић), Драган Бешир (серб. Драган Бешир), Мирко Радакович (серб. Мирко Радаковић)                                                                                       | Кореница               | 15-й Ликский корпус              | [ 8 ] [ 25 ] [ 10 ] [ 11 ]  |
| 19-я пехотная бригада серб. 19. пешадиjска бригада | 1992—1995            | Любан Ивкович (серб. Љубан Ивковић), Божо Бьелич (серб. Божо Бјелић) | Топуско                | 21-й Кордунский корпус           | [ 22 ] [ 26 ] [ 23 ] [ 11 ] |
| 24-я пехотная бригада серб. 24. пешадиjска бригада | 1992—1995            | Марко Врцель (серб. Марко Врцељ), Жарко Гачич (серб. Жарко Гачић), Душан Лукач (серб. Душан Лукач), Душан Момчилович (серб. Душан Момчиловић), Йово Мамула (серб. Јово Мамула), Милан Беко (серб. Милан Беко) | Глина                  | 39-й Банийский корпус            | [ 22 ] [ 27 ] [ 28 ]        |
| 26-я пехотная бригада серб. 26. пешадиjска бригада | 1992—1995            | Милан Радманович (серб. Милан Радмановић), Васо Вукмирович (серб. Васо Вукмировић) | Костайница             | 39-й Банийский корпус            | [ 22 ] [ 27 ] [ 28 ]        |
| 31-я пехотная бригада серб. 31. пешадиjска бригада | 1992—1995            | Никола Груборович (серб. Никола Груборовић), Милорад Янкович (серб. Милорад Јанковић) | Петриня                | 39-й Банийский корпус            | [ 22 ] [ 27 ] [ 28 ]        |
| 33-я пехотная бригада серб. 33. пешадиjска бригада | 1992—1995            | Мичо Студен (серб. Мичо Студен), Стеван Штрбац (серб. Стеван Штрбац), Душан Лукач (серб. Душан Лукач), Перица Колунджия (серб. Перица Колунджија)                                                             | Двор-на-Уни            | 39-й Банийский корпус            | [ 22 ] [ 27 ] [ 28 ]        |
| 35-я пехотная бригада серб. 35. пешадиjска бригада | 1992—1995            | Милош Миркович (серб. Милош Мирковић), Стоян Пралица (серб. Стојан Праљица), Мирослав Рудан (серб. Мирослав Рудан)                                                                                            | Даль                   | 11-й Восточно-Славонский корпус  | [ 12 ] [ 29 ] [ 11 ]        |
| 37-я пехотная бригада серб. 37. пешадиjска бригада | 1992—1995            | Йован Ресанович (серб. Јован Ресановић) | Дарда                  | Бараньская дивизия 11-го корпуса | [ 8 ] [ 29 ] [ 11 ]         |
| 39-я пехотная бригада серб. 39. пешадиjска бригада | 1992—1995            | Томислав Плавшич (серб. Томислав Плавшић) | Бели-Манастир          | Бараньская дивизия 11-го корпуса | [ 8 ] [ 29 ] [ 11 ]         |
| 40-я пехотная бригада серб. 40. пешадиjска бригада | 1992—1995            | Станко Чук (серб. Станко Чук), Джордже Попович (серб. Ђорђе Поповић), Милан Беко (серб. Милан Беко) | Вуковар                | 11-й Восточно-Славонский корпус  | [ 12 ] [ 29 ] [ 11 ]        |
| 43-я пехотная бригада серб. 43. пешадиjска бригада | 1992—1995            | Любомир Велькович (серб. Љубомир Вељковић), Чедомир Штрбац (серб. Чедомир Штрбац) | Теня                   | 11-й Восточно-Славонский корпус  | [ 8 ] [ 29 ] [ 11 ]         |
| 45-я пехотная бригада серб. 45. пешадиjска бригада | 1992—1995            | Войислав Чолович (серб. Војислав Чоловић), Миле Плавшич (серб. Миле Плавшић) | Стари-Янковци          | 11-й Восточно-Славонский корпус  | [ 8 ] [ 29 ] [ 11 ]         |
| 50-я пехотная бригада серб. 50. пешадиjска бригада | 1992—1995            | Божо Хинич (серб. Божо Хинић), Дане Вуйинович (серб. Дане Вујиновић), Стоян Миркович (серб. Стојан Мирковић), Стеван Штрбац (серб. Стеван Штрбац)                                                             | Врховине               | 15-й Ликский корпус              | [ 8 ] [ 30 ] [ 10 ] [ 11 ]  |
| 51-я пехотная бригада серб. 51. пешадиjска бригада | 1992—1995            | Миленко Романич (серб. Миленко Романић), Стеван Харамбашич (серб. Стеван Харамбашић) | Пакрац                 | 18-й Западно-Славонский корпус   | [ 8 ] [ 31 ] [ 32 ] [ 11 ]  |
| 54-я пехотная бригада серб. 54. пешадиjска бригада | 1992—1995            | Джордже Дамьянович-Учо (серб. Ђорђе Дамјановић Учо), Здравко Петкович (серб. Здравко Петковић), Джордже Миликшич (серб. Ђорђе Миликшић), Милан Ромич (серб. Милан Ромић), Стево Бабац (серб. Стево Бабац)     | Окучани                | 18-й Западно-Славонский корпус   | [ 8 ] [ 31 ] [ 32 ] [ 11 ]  |
| 55-я пехотная бригада серб. 55. пешадиjска бригада | 1992—1995            | Душан Лончар (серб. Душан Лончар), Мирослав Николич (серб. Мирослав Николић) | Илок                   | 11-й Восточно-Славонский корпус  | [ 33 ] [ 29 ] [ 11 ]        |
| 60-я пехотная бригада серб. 60. пешадиjска бригада | 1992—1995            | Здравко Толяга (серб. Здравко Тољага) | Кнежево                | Бараньская дивизия 11-го корпуса | [ 8 ] [ 29 ] [ 11 ]         |
| 70-я пехотная бригада серб. 70. пешадиjска бригада | 1992—1995            | Петар Граховац (серб. Петар Граховац), Милан Шушняр (серб. Милан Шушњар), Джуро Бьегович (серб. Ђуро Бјеговић), Милан Миливойевич (серб. Милан Миливојевић)                                                   | Плашки                 | 15-й Ликский корпус              | [ 8 ] [ 34 ] [ 10 ] [ 11 ]  |
| 98-я пехотная бригада серб. 98. пешадиjска бригада | 1992—1995            | Миланко Бабич (серб. Миланко Бабић) | Ясеновац               | 18-й Западно-Славонский корпус   | [ 8 ] [ 31 ] [ 35 ] [ 11 ]  |

### Легкопехотные
| Наименование                                                   | Период существования | Командующий | Место дислокации штаба | Входила в состав               | Пр.                         |
| -------------------------------------------------------------- | -------------------- | --- | ---------------------- | ------------------------------ | --------------------------- |
| 1-я легкопехотная бригада серб. 1. лака пешадиjска бригада     | 1992—1995            | Раде Медич (серб. Раде Медић), Небойша Попович (серб. Небојша Поповић)                                                                                 | Врлика                 | 7-й Северо-Далматинский корпус | [ 12 ] [ 36 ] [ 37 ] [ 15 ] |
| 4-я легкопехотная бригада серб. 4. лака пешадиjска бригада     | 1992—1995            | Йован Допудж (серб. Јован Допуђ), Павао Самарджич (серб. Павао Самарђић), Сретко Лакич (серб. Сретко Лакић), Радивой Паравиня (серб. Радивој Паравиња) | Обровац                | 7-й Северо-Далматинский корпус | [ 12 ] [ 38 ] [ 39 ] [ 15 ] |
| 103-я легкопехотная бригада серб. 103. лака пешадиjска бригада | 1992—1995            | Душан Ергарац (серб. Душан Ергарац), Дане Петрович (серб. Дане Петровић), Стоян Миркович (серб. Стојан Мирковић), Славко Студен (серб. Славко Студен)  | Доньи-Лапац            | 15-й Личский корпус            | [ 8 ] [ 40 ] [ 10 ] [ 11 ]  |

### Другие
| Наименование                                                                        | Период существования | Командующий | Место дислокации штаба | Входила в состав          | Пр.                |
| ----------------------------------------------------------------------------------- | -------------------- | --- | ---------------------- | ------------------------- | ------------------ |
| 2-я гвардейская бригада серб. 2. гардиjска бригада                                  | 1995                 | Милош Цветичанин (серб. Милош Цвјетићанин) | ?                      | Корпус специальных единиц | [ 41 ] [ 3 ] [ 7 ] |
| 44-я артиллерийско-ракетная бригада ПВО серб. 44. артиљеријско-ракетна бригада ПВО, | 1992—1995            | Станислав Бегович (серб. Станислав Беговић), Милош Джошан (серб. Милош Ђошан), Ранко Дашич (серб. Ранко Дашић)                                  | Книн                   | Главный штаб              | [ 12 ] [ 42 ]      |
| 71-я бригада специальных операций серб. 71. бригада за специјалне операције         | 1995                 | Никола Шупица (серб. Никола Шупица) | ?                      | Корпус специальных единиц | [ 3 ] [ 7 ]        |
| 75-я смешанная артиллерийская бригада серб. 75. мјешовита артиљеријска бригада      | 1992—1995            | Райко Грбич (серб. Рајко Грбић), Жарко Попович (серб. Жарко Поповић), Владо Якшич (серб. Владо Јакшић), Джордже Миликшич (серб. Ђорђе Миликшић) | Книн                   | Главный штаб              | [ 12 ] [ 42 ]      |
| 105-я авиационная бригада серб. 105. ваздухопловна бригада                          | 1993—1995            | Ратко Допуджа (серб. Ратко Допуђа) | Удбина                 | Главный штаб              | [ 12 ] [ 42 ]      |